# Jean-Jacques Denis
Pour les articles homonymes, voir Denis, Jean-Jacques Denis (homonymie) et JJD.
Jean-Jacques Denis est médecin-biologiste et homme politique français, né le 10 septembre 1953 à Nancy.

## Biographie
Député (PS) de la première circonscription de Meurthe-et- Moselle du 1er juin 1997 au 18 juin 2002, il est l'auteur de la première loi relative aux soins palliatifs puis rapporteur de la loi du 4 mars 2002 sur les droits des malades. Il est également Président du groupe d'opposition à la Mairie de Nancy de mars 2001 à juillet 2008. Candidat lors de l'élection législative partielle d'août 2005 (première circonscription de Meurthe-et-Moselle), sous l'étiquette pro-européenne, il est à cette occasion soutenu publiquement par Bernard Kouchner. 
Social-Démocrate et humaniste, membre du Club « Les Progressistes », il est ensuite Secrétaire national chargé des Sciences du vivant et des biotechnologies. Membre du Centre d'analyse stratégique pendant trois ans (2008 - 2011), il s'est chargé de promouvoir la santé au sein du projet d'"Union pour la Méditerranée".

## Publications
- La lutte contre le cancer : surmonter les cloisonnements
- 5 défis pour les PSEM
- Les défis de la santé en Méditerranée